# Fanfan la Tulipe (1952)
Fanfan la Tulipe is een Franse film van Christian-Jaque die werd uitgebracht in 1952.
In 1952 was Fanfan la Tulipe de op twee na succesrijkste Franse film. Hij werd in Frankrijk qua opbrengsten slechts voorafgegaan door Le Petit Monde de don Camillo en door Violettes impériales. Hij staat op de zesenveertigste plaats van de lijst van de honderd grootste Franse filmsuccessen.
Fanfan la Tulipe wordt beschouwd als een van de beste Franse mantel-en-degenfilms.

## Samenvatting
Het 18e-eeuwse Frankrijk. Fanfan is een onverschrokken, voortvarende, vrolijke en charmante jongeman. Hij wil niet trouwen met een van zijn veroveringen, een boerendochter, en weet te ontsnappen aan de aandacht van haar vader. Adeline, een waarzegster, leest zijn hand en voorspelt hem een schitterende carrière in een van de mooiste regimenten van het leger én een huwelijk met Henriette, de dochter van de Franse koning Lodewijk XV. Daarop meldt Fanfan zich aan bij het Franse leger. 
Nadat hij zijn contract ondertekend heeft, ontdekt hij dat Adeline de dochter is van sergeant La Franchise die overal soldaten ronselt en dat andere mannen voor hem ook al in de val gelopen zijn dankzij haar voorspelling. Fanfan gelooft echter rotsvast in die voorspelling. Zijn legeravonturen beginnen wanneer hij Henriette en madame de Pompadour, de minnares van de koning, uit de handen van een bende struikrovers redt. Als beloning overhandigt madame de Pompadour hem een sierspeld in de vorm van een tulp. Die moet hem geluk brengen. 

## Rolverdeling
| Acteur             | Personage                                       |
| ------------------ | ----------------------------------------------- |
| Gérard Philipe     | Fanfan la Tulipe                                |
| Gina Lollobrigida  | Adeline La Franchise                            |
| Noël Roquevert     | Fier-à-Bras, de wachtmeester                    |
| Olivier Hussenot   | Tranche-Montagne                                |
| Marcel Herrand     | Lodewijk XV                                     |
| Nerio Bernardi     | sergeant La Franchise                           |
| Jean-Marc Tennberg | Lebel                                           |
| Jean Parédès       | kapitein de la Houlette                         |
| Geneviève Page     | markiezin de Pompadour                          |
| Georgette Anys     | mevrouw Tranche-Montagne                        |
| Sylvie Pelayo      | Henriette de France                             |
| Irène Young        | Marion Guillot                                  |
| Henri Rollan       | maarschalk d'Estrées                            |
| Lucien Callamand   | maarschalk de Brandebourg                       |
| Hennery            | Guillot, de vader die belachelijk gemaakt wordt |
| Lolita De Silva    | de eredame van de markiezin de Pompadour        |
| Jean Debucourt     | de stem van de historicus                       |